# روستیسلاف سوانیدزه
روستیسلاف سوانیدزه (اوکراینی: Ростислав Альбертович Сванідзе؛ ۵ نوامبر ۱۹۷۱ – ۱۴ اکتبر ۲۰۰۲) ورزشکار ورزش شنا اهل اوکراین بود.